# Víctor Carabés Chávez
Víctor Carabés Chávez MNM (Ciudad de México, 10 de julio de 1963) es un eclesiástico católico mexicano. Es el obispo de Tenancingo, desde abril de 2024.

## Biografía
Nació el 10 de julio de 1963, en la localidad de Ciudad de México. Fue bautizado el 18 de agosto del mismo año, en la parroquia Santa María Magdalena de las Salinas.
En 1976, con trece años, ingresó al Seminario Menor de los Misioneros de la Natividad de María (MNM) de Santa Ana del Conde, donde realizó su formación secundaria y la preparatoria y en 1982 se graduó.
Estudió en la Facultad de Filosofía del Seminario Conciliar de León (1982-1985) y cursó un año de Magisterio en el Seminario Menor de los MNM (1986-1987). Luego, completó su formación en Teología en el Seminario Conciliar de León (1987-1991).

### Vida religiosa
Ingresó en el Instituto de los Misioneros de la Natividad de María (MNM), teniendo un año de noviciado (1985-1986). Realizó la profesión solemne el 7 de septiembre de 1990.
El 8 de septiembre de 1990 fue ordenado diácono, en el Seminario Menor de los MNM en León; por el arzobispo José María Cirarda. Su ordenación sacerdotal fue el 2 de julio de 1991, en la Catedral Basílica de León; a manos del arzobispo Girolamo Prigione.
En 1991, ejercía su ministerio en la Casa de Monterrey, como colaborador en la Escuela Prevocacional "Severino Martínez, ABP", en Guadalupe. En octubre de 1996, fue nombrado superior local de la Casa de Monterrey.
Fue director general de la Escuela Prevocacional "Severino Martínez, ABP", y rector de la Iglesia Sto. Domingo Savio, en Guadalupe (1995-2008).
En 1995, fue consejero de Economía de los MNM. En abril del 2000, fue nombrado ecónomo de la Casa de Monterrey.
El 26 de julio de 2008, fue electo superior general de los Misioneros de la Natividad de María (MNM). El 29 de julio de 2014 fue reelecto para un segundo sexenio, manteniendo el cargo hasta julio de 2021, debido a la pandemia de COVID-19.
En septiembre de 2021, fue nombrado director general de la "Escuela Hogar de Mérida, AC.", rector de los Sagrados Corazones y superior de la Casa de loa MNM en Mérida.

### Episcopado
El 3 de abril de 2024, el papa Francisco lo nombró obispo de Tenancingo. Ese mismo día, le fue impuesto el solideo y el pectoral.
Llegó a Tenancingo de Degollado el 12 de julio siguiente, realizando la profesión de fe y el juramento de fidelidad exigido a todos los obispos antes de su ordenación. Fue consagrado el 13 de julio del mismo año, en el campus de la Universidad de Tenancingo; a manos del arzobispo Gustavo Rodríguez Vega.